# Giuseppe Fioravanzo
Giuseppe Fioravanzo (Monselice, 14 agosto 1891 – Roma, 18 marzo 1975) è stato un ammiraglio italiano.
Giuseppe Fioravanzo è stato uno degli “intellettuali” della Marina italiana e, unitamente agli ammiragli Bernotti e Di Giamberardino, uno dei principali esponenti del pensiero navale italiano fra le due guerre. Dopo aver combattuto ed essersi distinto nel corso della Guerra italo-turca e della prima guerra mondiale, a partire dagli anni Venti alla carriera di ufficiale aggiunse l'opera di teorico e scrittore navale. Nel corso della seconda guerra mondiale, ormai diventato ammiraglio, ricoprì importanti incarichi, sia operativi, sia di stato maggiore. Nel dopoguerra diresse a lungo l'Ufficio Storico della Marina Militare Italiana.

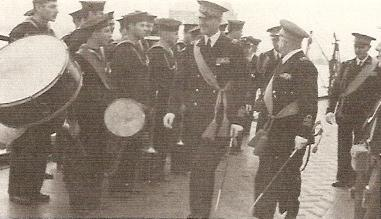
L'ammiraglio Fioravanzo passa in rivista l'equipaggio di una nave da battaglia della classe Vittorio Veneto nel periodo in cui comandò la IX divisione (marzo 1942 - gennaio 1943)

## Biografia

### Inizio della carriera
Nasce a Monselice, da Bartolo e da Teresa Miani, anche se la famiglia, patrizia, era originaria di Firenze.
Entra in Accademia nel 1909 e ne esce, con il grado di guardiamarina, nel 1912.
È ancora allievo quando partecipa alla guerra italo-turca imbarcato sulla corazzata Benedetto Brin.

### Prima Guerra Mondiale
Partecipò alla Prima guerra mondiale impiegato in Alto Adriatico nel “Raggruppamento Marina”. Il primo nucleo del raggruppamento venne formato da personale dell'incrociatore corazzato Amalfi dopo che questo venne affondato nel luglio 1915. L'equipaggio armò delle batterie di vari calibri che impegnavano il nemico sul fronte a mare.
Fioravanzo comandò una delle batterie da 152 mm e si distinse, insieme al parigrado Parona, nelle giornate del 15 e 16 maggio 1916 nell'impegnare le forze austriache nella zona di Duino impedendone l'avanzata verso Monfalcone. Nel luglio la batteria di Fioravanzo, la 97 bis, fu dislocata presso Monfalcone per venire impiegata contro il monte San Michele in vista della battaglia per la conquista di Gorizia. Successivamente venne arretrata a Punta Sdobba.

### Anni tra le due guerre
Terminata la guerra, nel 1921, è distaccato per un certo periodo al comando militare marittimo di Pola.
Nel 1923, diventato ufficiale superiore, assume il comando della torpediniera Calliope, una vecchia torpediniera della classe “Pegaso” con la quale viene distaccato nel Dodecaneso a protezione degli interessi italiani minacciati dalle tensioni fra le etnie greche e turche.
Nel contempo Fioravanzo inizia a pubblicare i suoi articoli sulla Rivista Marittima e i suoi primi libri di teoria navale divenendo uno degli ufficiali più promettenti della Marina. All'interno della Marina è fra gli ufficiali che propugnano la costruzione e l'impiego delle portaerei anche da parte della Marina italiana.
Servì poi come ufficiale subalterno sull'incrociatore Trieste appena entrato in servizio e, successivamente, assunse il comando del cacciatorpediniere Freccia e della relativa squadriglia, la VII, di siluranti.
Nel periodo della Guerra d'Etiopia, a causa della quale si arrivò a una grave crisi politica fra l'Italia e la Gran Bretagna, Fioravanzo fu Capo di Stato Maggiore del comandante in capo delle Forze Navali Riunite, organismo costituito nel settembre 1935 per dare un quadro di omogeneità ai criteri di impiego e di comando delle due squadre in cui era allora suddivisa la Marina italiana, in un momento nel quale lo scontro con la potenza anglosassone sembrava inevitabile.
Dal 14 gennaio 1936 al 12 ottobre 1936 ebbe il comando dell'incrociatore leggero Armando Diaz e successivamente assunse il comando della Flottiglia Scuola comando navale di Taranto e del cacciatorpediniere Aquila capo flottiglia del complesso di siluranti che erano aggregate organicamente alla scuola. Si trattava di un insieme di tre (I, II e III) squadriglie di torpediniere (Giuseppe La Masa, Generale Carlo Montanari, Ippolito Nievo, Giuseppe Cesare Abba, Generale Achille Papa, Nicola Fabrizi, Giuseppe Missori e Monfalcone).
La Scuola comando oltre al compito istituzionale di preparare i tenenti di vascello prossimi al comando di un'unità da guerra aveva come compito secondario quello di partecipare al dispositivo di controllo del canale di Sicilia. In quest'ambito il comandante Fioravanzo ebbe un ruolo anche nel blocco del canale di Sicilia dei rifornimenti che dall'URSS venivano avviati in Spagna verso i porti controllati dai Repubblicani.
Il 1º gennaio 1939 Fioravanzo, insieme ai colleghi Da Zara ed Oliva, venne nominato contrammiraglio.

### Seconda Guerra Mondiale
All'entrata in guerra dell'Italia, il 10 giugno 1940, Fioravanzo aveva quindi raggiunto il grado di ammiraglio. Durante il conflitto ricoprì incarichi di stato maggiore sino al marzo 1942; a partire da tale data invece, ebbe in prevalenza incarichi operativi. Nel frattempo era diventato Ammiraglio di Divisione.
Durante il primo periodo, passato a Roma allo Stato Maggiore, Fioravanzo svolgeva la funzione di ammiraglio coadiutore nel salone operativo di Supermarina. Insieme agli altri ammiragli coadiutori, in turni che si susseguivano nell'arco delle 24 ore, doveva seguire l'andamento delle operazioni. Seguì in tal modo tutte le operazioni in cui fu impegnata la Marina Italiana nei primi venti mesi di guerra. In particolare, insieme agli ammiragli Ferreri e De Courten, l'operazione Gaudo che portò alla battaglia di Capo Matapan.
Ma soprattutto Fioravanzo era il titolare dell'Ufficio Studi Speciali: il vero e proprio “ufficio studi” dell'allora Regia Marina. Come tale Fioravanzo studiava la maggior parte dei progetti delle operazioni “speciali” della Marina oltre al relativo impiego delle forze. Fu sua, ancor prima dell'entrata in guerra dell'Italia, la prima stesura del piano per lo sbarco a Malta, la futura pianificata “Operazione C3”. L'Ufficio Studi Speciali si occupava, oltre che dei progetti, anche del rifacimento della regolamentazione tattica, della statistica operativa, della stesura di articoli per riviste e bollettini, della propaganda anche radiofonica.
Fra i maggiori compiti ed iniziative di Fioravanzo si possono ricordare: nel maggio 1941 l'incarico, insieme ai generali dell'Aeronautica Umberto Cappa e Simon Pietro Mattei, di stilare una serie di norme che facilitassero la collaborazione operativa fra la Marina e l'Aeronautica, sino a quel momento assai carente; la creazione e pubblicazione del cosiddetto “Bollettino azzurro” che, a cadenza quindicinale, informava i comandi operativi sull'attività navale, italiana ed inglese, dei precedenti quindici giorni; all'illustrazione delle azioni più significative l'ammiraglio aggiungeva un suo commento critico.
Lo studio Marina-Aeronautica era stato sollecitato dal Capo di Stato maggiore Generale Ugo Cavallero che di fatto utilizzò Fioravanzo e i generali Gandin dell'Esercito e Mattei dell'Aeronautica come una vera e propria commissione interforze. Negli intendimenti di Cavallero lo studio doveva portare alla cosiddetta azione a massa contro la flotta inglese necessaria per conquistare il predominio almeno nel Mediterraneo Centrale in vista di un'offensiva risolutiva verso l'Egitto. Il piano non venne mai applicato se non parzialmente ma è indubbio che questo studio ispirò positivamente la successiva strategia della Marina.
Il 25 marzo 1942 imbarcò per assumere il comando della 9ª Divisione Navale costituita dalle corazzate della classe Vittorio Veneto. Il primo combattimento cui partecipò Fioravanzo, come comandante della 9ª Divisione, fu il contrasto all'operazione britannica “Vigorous” tendente a far giungere un convoglio di rifornimenti a Malta da Alessandria d'Egitto. Quest'azione si svolse nel quadro degli scontri navali noti come battaglia di mezzo giugno e Fioravanzo vi partecipò agli ordini dell'ammiraglio Iachino che era il comandante superiore in mare. L'azione della 9ª Divisione, unitamente a quella della 3ª e 8ª, costrinse gli inglesi a rinunciare al compimento della missione senza che si arrivasse al contatto balistico.
Nel gennaio 1943 la flotta italiana venne riorganizzata e Fioravanzo, il 6 gennaio 1943, lasciò il comando della 9ª Divisione per assumere, il giorno seguente, il comando della 5ª Divisione formata dalle vecchie corazzate rimodernate delle classi Cavour e Duilio. Si trattava di un comando del tutto platonico, le corazzate rimodernate erano in posizione di riserva e prive di carburante e non era previsto un loro impiego operativo. Impiego che del resto era escluso, dato l'ormai sfavorevole andamento della guerra, anche per le corazzate della 9ª Divisione.
Il 14 marzo 1943 divenne comandante della 8ª Divisione Navale subentrando all'ammiraglio de Courten. Esercitava questo comando quando, nell'agosto dello stesso anno, ebbe il compito di bombardare Palermo da qualche giorno in mano alle truppe alleate. Questa operazione determinò una svolta negativa nella carriera di Fioravanzo.
La missione iniziò la sera del 6 agosto 1943 quando l'ammiraglio, con la divisione formata dal Giuseppe Garibaldi e dal Duca d'Aosta, lasciò Genova per La Maddalena. La sera del giorno successivo la divisione lasciò La Maddalena con obiettivo le navi alleate alla fonda dinanzi a Palermo. Il Garibaldi aveva però difficoltà con l'apparato motore per cui non poteva sviluppare più di 28 nodi, inoltre nessuno dei due incrociatori aveva a disposizione il radar.
L'avvistamento, da parte della ricognizione aerea, di navi sconosciute in rotta verso la divisione fecero apprezzare a Fioravanzo che si sarebbe scontrato con una forza navale alleata in condizioni di netta inferiorità. Ritenendo di correre il rischio di perdere i due incrociatori, ma soprattutto la vita dei 1.500 uomini degli equipaggi, senza poter arrecare danni significativi all'avversario, l'ammiraglio, consapevole in questo modo di troncarsi la carriera, decise di rinunciare al compimento della missione e di rientrare alla Spezia. A causa del rientro anticipato della divisione senza aver concluso la missione, Supermarina decise di sbarcarlo e di sostituirlo con l'ammiraglio Luigi Biancheri.
Nel dopoguerra, dall'esame degli archivi statunitensi, si appurò che quella notte erano in rotta verso la 8ª Divisione gli incrociatori statunitensi Savannah e Philadelphia con la relativa scorta di cacciatorpediniere. La valutazione di Fioravanzo, a posteriori, si rivelò dunque corretta. Lo sbarco e la perdita del comando comportavano l'impossibilità per Fioravanzo di essere promosso al grado di Ammiraglio di Squadra rimanendo in servizio attivo. In pratica la sua carriera era finita. Paradossalmente per l'azione gli venne conferita la Croce di Guerra al valor militare.
Alla data dell'armistizio Fioravanzo aveva l'incarico di ammiraglio comandante la piazza militare di Taranto e si offrì di sostituire l'ammiraglio Da Zara nel comando delle navi italiane in quella base che dovevano andare a Malta nel caso il collega non si fosse sentito di farlo. Successivamente, durante la cobelligeranza con gli alleati, Fioravanzo per un certo periodo fu prefetto di Taranto e poi fece parte di una delle Commissioni che avevano l'incarico di epurare il personale della Marina compromesso con il fascismo.

### Secondo dopoguerra
A partire dal 1950, diresse l'Ufficio storico della Marina Militare.
È di quel periodo la polemica con strascichi giudiziari che, come capo dell'Ufficio, ebbe con il giornalista Antonino Trizzino, autore del pamphlet “Navi e poltrone”. Trizzino, nel suo libro, metteva sotto accusa il vertice della Marina durante la seconda guerra mondiale, adombrando l'ipotesi che gli ammiragli italiani avessero tradito l'Italia favorendo la vittoria degli inglesi. Nacque dall'opera di Trizzino la “leggenda” della Marina filo inglese. Leggenda che fu poi smentita, nel corso degli anni Settanta, dalle rivelazioni relative al ruolo decisivo avuto da ULTRA nella guerra del Mediterraneo. Oltre all'Ufficio Storico diresse anche la “Rivista Marittima” periodico per il quale, dagli anni Venti, aveva scritto quasi cinquanta articoli sui più svariati argomenti di carattere navale.
Fioravanzo lasciò la direzione dell'Ufficio storico nel 1959 quando gli subentrò l'ammiraglio Aldo Cocchia uno dei protagonisti della battaglia dei convogli. La sua opera di scrittore navale però non si concluse. Nel corso degli anni Sessanta e dei primi anni Settanta, l'Ufficio Storico, che aveva diretto per quasi dieci anni, pubblicò, nella collana relativa alla Storia della Marina Italiana nella Seconda Guerra Mondiale, i suoi volumi dedicati alle azioni navali in Mediterraneo e all'organizzazione della Marina - alcuni di questi postumi, punto di riferimento obbligato per tutti coloro che vogliono approfondire la storia navale italiana riferita a quel drammatico periodo.
L'ammiraglio Fioravanzo morì a Roma il 18 marzo 1975.
Per sua volontà l'intero archivio personale venne donato all'archivio storico del Comune di Monselice.

### Conclusioni
Nel panorama degli ufficiali che nella marina dello stato unitario hanno raggiunto il grado di ammiraglio, Giuseppe Fioravanzo occupa sicuramente un posto di rilievo. Le esperienze di guerra nei due conflitti mondiali, la notevole produzione di scritti di teoria e storia navale, il commercio di idee con colleghi come Bernotti e Di Giamberardino contribuiscono a fare di Fioravanzo uno degli ammiragli italiani più conosciuti sia in Italia, sia all'estero.
In guerra, nel grado di ammiraglio, contribuì al miglioramento della collaborazione fra Aeronautica e Marina che permise di attuare un indirizzo operativo più aderente alla realtà del conflitto. I successi aeronavali dell'estate del 1942 si devono in parte anche al lavoro svolto da lui e dai generali dell'Aeronautica. Operativamente, come comandante delle corazzate, partecipò all'operazione di “Mezzo Giugno”; come comandante dell'ottava divisione ebbe l'episodio negativo della missione di bombardamento di Palermo che gli costò il comando e la carriera, se corretta fu la lettura della situazione tattica questo però gli fu riconosciuto solo a posteriori.
Sul piano dottrinale Fioravanzo fu, sin dall'inizio, uno dei fautori dell'aviazione navale. La sua opera principale fu La guerra sul mare e la guerra integrale nel quale arrivò a preconizzare una vera e propria strategia interforze. Nel 1931, quando venne pubblicata, i tempi non erano maturi perché nelle forze armate italiane si adottasse una visione di questo genere. La sua visione strategica consisteva in una sorta di difensiva-attiva. Una marina inferiore come quella italiana avrebbe dovuto cercare di evitare lo scontro risolutivo ma cercare invece di mantenere aperte le proprie linee di comunicazione. A differenza del suo collega di Giamberardino, Fioravanzo non aveva mai pensato alla grande battaglia navale come l'obiettivo della strategia, viceversa la battaglia o le battaglie navali sarebbero scaturiti solo da contrasti ai rispettivi obiettivi che non sarebbero state altro che operazioni di traffico.

## Promozioni
- Guardiamarina (1912),
- Sottotenente di vascello (1914),
- Tenente di vascello (1916),
- Primo tenente di vascello (1918),
- Capitano di Corvetta (1923),
- Capitano di Fregata (1928),
- Capitano di Vascello (1934),
- Contrammiraglio (1º gennaio 1939),
- Ammiraglio di Divisione (1940),
- Ammiraglio di Squadra (1953).

## Decorazioni
- Croce di guerra al valor militare;
- Medaglia commemorativa della guerra 1915 – 1918 (Regio Decreto 29 luglio 1920, n.1241);
- Medaglia interalleata della vittoria (Regio Decreto 13 dicembre 1920, n.1918);
- Medaglia a ricordo dell'Unità d'Italia 1848-1918 (Regio Decreto 19 ottobre 1922, n.1229).
- Croce di guerra al valor militare (1943);

## Onorificenze
- Grande ufficiale dell'Ordine della Corona d'Italia 22.04.1941;
- Cavaliere dell'Ordine Militare di Savoia 26.05.1942;
- Grande Ufficiale Ordine al Merito della Repubblica Italiana 30.12.1952;

## Pubblicazioni
- 1931, La guerra sul mare e la guerra integrale, Torino, Tipografia Schioppo;
- 1936, Basi navali nel mondo, Milano, I.S.P.I.;
- 1938, Cinematica aeronavale e fondamenti di tattica, Livorno, Accademia Navale;
- 1938, Comandi navali, Milano, I.S.P.I.;
- 1942, La libertà dei mari, Roma, Edizioni “Latium”;
- 1950, Prontuario di manovra, cinematica, stabilità delle navi, diritto marittimo.
- 1950, Arte del comando: riflessioni, Livorno, Accademia Navale;
- 1959, La guerra nel Mediterraneo: le azioni navali dal 10 giugno 1940 al 31 marzo 1941, Roma, U.S.M.M.;
- 1960, La guerra nel Mediterraneo: le azioni navali dal 1. aprile 1941 all'8 settembre 1943, Roma, U.S.M.M.;
- 1961, La Marina Militare nel suo primo secolo di vita: 1861-1961, Roma, U.S.M.M.;
- 1962, La Marina dall'8 settembre 1943 alla fine del conflitto, Roma, U.S.M.M.;
- 1964, La difesa del traffico con l'Africa settentrionale dal 1º ottobre 1942 alla caduta della Tunisia, Roma, U.S.M.M.;
- 1970, Le azioni navali in Mediterraneo 1940-1943, Roma, U.S.M.M.;
- 1972, L'organizzazione della Marina durante il conflitto. Tomo I. Efficienza all'apertura delle ostilità, Roma, U.S.M.M.;
- 1973, Storia del pensiero tattico navale, Roma. U.S.M.M.;
- 1975, L'organizzazione della Marina durante il conflitto. Tomo II. Evoluzione organica dal 10-6-1940 all'8-9-1943, Roma, U.S.M.M.;
- 1978, L'organizzazione della Marina durante il conflitto. Tomo III. I problemi organici durante il periodo armistiziale, Roma, U.S.M.M.